# Верхняя Терса (село)
Ве́рхняя Те́рса (укр. Верхня Терса) — село, Верхнетерсянский сельский совет, Гуляйпольский район, Запорожская область, Украина.
Код КОАТУУ — 2321880501. Население по переписи 2001 года составляло 920 человек.
Является административным центром Верхнетерсянского сельского совета, в который, кроме того, входят сёла Горькое, Криничное и Цветковое.

## Географическое положение
Село Верхняя Терса находится на одном из истоков реки Верхняя Терса, на расстоянии в 1,5 км от села Цветковое и в 2,5 км от села Горькое. Рядом проходит железная дорога, станция Гуляйполе в 7-и км.

## История
- 1868 год — дата основания.

## Экономика
- ООО «Агро-Континент».

## Объекты социальной сферы
- Школа.
- Детский сад.
- Дом культуры.
- Фельдшерско-акушерский пункт.
- Газета «Терсянский вестник».